# Johann Friedrich Gildemeister
Johann Friedrich Gildemeister (* 16. Oktober 1750 in Bremen; † 15. Januar 1812 ebenda) war ein deutscher Rechtswissenschaftler und Hochschullehrer.

## Leben
Gildemeister erhielt zunächst Privatunterricht und durchlief dann das Paedagogeum und Gymnasium illustre seiner Heimatstadt. 1771 ging er zum Studium der Rechtswissenschaft an die Universität Göttingen. In Göttingen wurde er unter Johann Stephan Pütter mit der Dissertation De communione bonorum inter conjuges, maxime ex legibus Bremanis zum Doktor beider Rechte promoviert. Nach einem Studienaufenthalt am Reichskammergericht in Wetzlar wurde er Advokat in Bremen.
Gildemeister wurde am 24. Juni 1776 zum dritten Professor der Rechte am akademischen Gymnasium in Bremen ernannt, folgte jedoch noch im selben Jahr dem Ruf vom 5. September 1776 als dritter Professor der Rechte und Assessor des Spruchkollegiums an die Universität Duisburg. 1784 kehrte er als Syndikus des Bremer Collegiums Seniorum in seine Heimatstadt zurück.
Gildemeister wurde von den Franzosen, die 1811 in Bremen regierten, zum Richter am Tribunal ernannt. Diese Stellung lehnte er ab, erhielt aber darauf die Stelle des Präsidenten des Handelsgerichts. Kurz darauf starb er.
Gildemeister war verheiratet mit Carolina Amalie geb. Kotzebue, Cousine der Schriftstellerin Caroline Ludecus (Pseudonym Amalie Berg) und Tochter von Levin Karl Christian Kotzebue. Der Bremer Senator und Jurist Johann Carl Friedrich Gildemeister war ein Sohn dieser Ehe.

## Werke (Auswahl)
- De communione bonorum inter conjuges, maxime ex legibus Bremanis, Göttingen 1775.
- De Communione Bonorum Inter Coniuges Legitima Mutato Domicilio Non Sublata, Duisburg 1770.
- Juristische Encyklopädie und Methodologie, Leipzig und Dessau 1783.
- Zwei Abhandlungen aus den Handvesten und dem Pfandrechte der Reichsstadt Bremen, Bremen 1794.
- Beyträge zur Kenntniß des vaterländischen Rechts, 2 Bände, Bremen 1806–1808.